# Bistro
Il bistro (o bruno bistro o fuliggine stemperata) è un pigmento usato in pittura, di tinta cromatica giallo-bruno, utilizzato sin dai tempi antichi nella pittura.
Si tratta di un pigmento organico, in origine preparato dagli artisti trattando della comune fuliggine con acqua e sostanze addensanti naturali. Dalla diluizione deriva la capacità coprente del pigmento, che può variare da molto leggera a mediamente coprente.
Poiché può essere facilmente reso poco coprente, è stato molto apprezzato nella cosmesi, nelle opere ad acquarello o ad olio, mentre data la sua natura poco resistente non si presta all'uso in affresco o tempera.
La migliore qualità è ottenuta dalla combustione di legno di faggio, le cui ceneri sono macinate in grana molto sottile, stabilizzate con gomma arabica e destrina. È solubile con solventi aggressivi come la trementina o la nafta. Nell'ultimo secolo il bistro organico è stato sostituito dal bistro minerale.
È stata una tecnica molto amata dal Guercino e da Rembrandt, e andata in disuso sulla fine del XIX secolo.
Oggi è sostituito in genere dal nero di seppia o dal bistro inorganico, idrato di manganese, che non viene danneggiato dalla luce come il bistro organico. È usato principalmente nel restauro e nella creazione di stampe e volumi artigianali, oppure nell'arte per realizzare ombreggiature leggere in disegni a china o penna.
Il nome deriva dal greco bystra, fuliggine.
La prima descrizione nota si trova nella raccolta di Jean Lebègue "Tabula de vocabulis sinonimis et equivocis colorum", del 1431 (manuscrit latin 6741, conservato alla Bibliothèque Nationale de France, Parigi), dove il bistro viene chiamato caligo o fuligo. Si sa tuttavia che tinte simili al bistro erano usate sin dall'antico Egitto per il trucco cerimoniale ed erano basate su ceneri e polveri di antimonio, invece che sul comune legname.
Lebègue ne indica un processo produttivo: bollire e mettere in infusione fuliggini di faggio, quercia e betulla, filtrare il liquido ottenuto e diluire fino a ottenere la tinta desiderata. 
Solo in seguito si è cominciato ad aggiungere la gomma come legante e come additivo per aumentare la brillantezza.
Inoltre, a seconda del legno utilizzato si possono ottenere sfumature dorate o giallastre, apprezzate nell'arte tardo-rinascimentale. A questo scopo si aggiungeva spesso del gesso polverizzato, principalmente rosso.

## Bistro (quadricromia)
Oggi viene definito "bistro" anche la tinta ottenuta dalla sovrapposizione in stampa digitale di ciano, magenta e giallo, ognuno nella percentuale del 100%.